# 吉岡秀樹
吉岡 秀樹（よしおか ひでき、1975年7月31日 - ）は、山梨放送（YBS）所属のアナウンサー。防災士。元テレビ埼玉記者。埼玉県川越市出身。城西大学卒業。

## 来歴
城西大学を卒業後、テレビ埼玉での記者を経て、2001年7月に山梨放送に入社。同年入社の別の同局アナウンサーと違いYBSへは中途入社という形となっている。
2021年4月にアナウンス部から報道部に異動し、YBSワイドニュースのフィールドキャスターに就任した。
2024年4月より報道部部長。YBSワイドニュースのメインキャスターに就任した。

## 人物・エピソード
趣味はゴルフ・ドライブ・食べ歩き・ぶらり旅・コーヒーを淹れる等。特技はアイロンがけ・靴磨き・パスタ作り。防災士の資格を取得している。
苗字である「吉岡」の“吉”の字の“士”の部分は、正確には“土”である（ウェブ上では表記が不可能）。

## 受賞歴
- 2015年度、第41回アノンシスト賞・優秀賞（ラジオCM部門）
- 2021年、第42回NNSアナウンス大賞・大賞（ラジオ部門）[注 2]

## 出演番組
テレビ
- YBSワイドニュース
  - フィールドキャスター（2021年3月29日 - 2024年3月29日）
  - メインキャスター（2024年4月1日 - ）
- 山梨スピリッツ
- VENTスポ!
- ズームイン!!SUPER
- ただいま☆☆
- やまなし元気ナビ（2009年4月～2010年3月）
- 24時間テレビ 「愛は地球を救う」　メインパーソナリティ
- 第64回秋季関東地区高等学校野球大会ダイジェスト〜ROAD TO センバツ〜（司会、2011年10月31日-11月4日、5いっしょ3ちゃんねる・甲府CATV共同制作）
- 情報パラダイスよつば
- YBSニュース
- 山梨マルシェ
- Jリーグや山梨県内のスポーツ中継の実況

ラジオ
- モーレツCAR天国‐D-1解説でおなじみの鈴木学とDJを務め2004年に放送を終了する。
- 765MUX
- FREE STYLE
- ラヂウス
- 765morning
- どきゅ～ん
- 765MUX
- YGU山梨学院大学ラジオセミナー
- ラララ♪モーニング
- 甲府Shiny Town
- Doing
- YBSラジオニュースと天気予報
- YGU山梨学院大学ラジオセミナー